# Svetozar Radojević
Svetozar Radojević, srbski general, * 25. avgust 1920, † ?.

## Življenjepis
Radojević, študent Pravne fakultete v Beogradu, se je leta 1941 pridružil NOVJ in KPJ. Med vojno in po vojni je bil politični komisar več enot, načelnik štaba letalskega korpusa, načelnik Letalsko-tehničnega šolskega centra, namestnik glavnega urednika Vojne enciklopedije,...